# C-EM i curling 2019
C-Europamesterskabet i curling 2019 for herre- og kvindehold var det tiende C-EM i curling gennem tiden. Mesterskabet blev arrangeret af World Curling Federation og afviklet i arenaen Patinoarul Olimpic Brașov i Brașov, Rumænien i perioden 12. april - 17. april 2019 med deltagelse af otte kvinde- og ti herrehold. Rumænien var C-EM-værtsland for første gang.
Både mændene og kvinderne spillede om to ledige pladser ved B-EM senere på året.
Mændenes turnering blev vundet af Frankrig foran Bulgarien, og de to hold kvalificerede sig dermed til B-EM. Bronzemedaljerne gik til Slovenien. Hos kvinderne gik Hviderusland og Slovakiet videre til B-EM, mens Østrig som nr. 3 sikrede sig bronzemedaljerne.

## Mænd
I mændenes turnering spillede ti hold om to pladser ved B-EM senere på året i Helsingborg, Sverige. Holdene spillede først et grundspil alle-mod-alle, hvorefter de fire bedste hold gik videre til slutspillet, der blev afviklet som et Page playoff.

### Grundspil
| Dato      | Tid   | Bane A                  | Bane A | Bane B                   | Bane B | Bane C                    | Bane C | Bane D                     | Bane D | Bane E                     | Bane E |
| --------- | ----- | ----------------------- | ------ | ------------------------ | ------ | ------------------------- | ------ | -------------------------- | ------ | -------------------------- | ------ |
| 12. april | 18:00 | Frankrig - Kroatien     | 9–3    | Rumænien - Slovenien     | 3–9    | Irland - Luxembourg       | 011–81 | Belgien - Bulgarien        | 10–51  | Grækenland - Liechtenstein | 011–31 |
| 13. april | 12:00 | Slovenien - Belgien     | 12–31  | Kroatien - Bulgarien     | 14–12  | Grækenland - Frankrig     | 14–110 | Liechtenstein - Luxembourg | 10–61  | Rumænien - Irland          | 7–5    |
| 13. april | 20:00 | Luxembourg - Rumænien   | 4–7    | Frankrig - Liechtenstein | 9–3    | Kroatien - Belgien        | 15–110 | Irland - Grækenland        | 011–51 | Slovenien - Bulgarien      | 3–7    |
| 14. april | 12:00 | Bulgarien - Grækenland  | 11–11  | Irland - Belgien         | 011–81 | Liechtenstein - Slovenien | 14–110 | Luxembourg - Frankrig      | 1–9    | Kroatien - Rumænien        | 3–7    |
| 14. april | 20:00 | Irland - Slovenien      | 1–9    | Grækenland - Kroatien    | 15–12  | Frankrig - Bulgarien      | 011–61 | Rumænien - Liechtenstein   | 10–41  | Belgien - Luxembourg       | 10–31  |
| 15. april | 10:00 | Kroatien - Irland       | 15–12  | Belgien - Grækenland     | 11–11  | Bulgarien - Liechtenstein | 5–4    | Frankrig - Rumænien        | 8–3    | Luxembourg - Slovenien     | 01–14  |
| 15. april | 19:00 | Grækenland - Luxembourg | 14–21  | Slovenien - Frankrig     | 3–9    | Belgien - Rumænien        | 6–7    | Bulgarien - Irland         | 9–4    | Liechtenstein - Kroatien   | 8–7    |
| 16. april | 12:00 | Rumænien - Bulgarien    | 4–9    | Liechtenstein - Irland   | 7–9    | Luxembourg - Kroatien     | 10–31  | Grækenland - Slovenien     | 12–110 | Frankrig - Belgien         | 6–5    |
| 16. april | 20:00 | Belgien - Liechtenstein | 10–21  | Bulgarien - Luxembourg   | 9–1    | Rumænien - Grækenland     | 8–7    | Slovenien - Kroatien       | 5–6    | Irland - Frankrig          | 3–7    |

| Plac. | Hold          | Kampe | Vundne | Tabte | Indb.   | DSC       |
| ----- | ------------- | ----- | ------ | ----- | ------- | --------- |
| 1.    | Frankrig      | 9     | 9      | 0     |         |           |
| 2.    | Bulgarien     | 9     | 7      | 2     |         |           |
| 3.    | Slovenien     | 9     | 6      | 3     | 1 sejr  |           |
| 4.    | Rumænien      | 9     | 6      | 3     | 0 sejre |           |
| 5.    | Irland        | 9     | 5      | 4     | 1 sejr  |           |
| 6.    | Belgien       | 9     | 5      | 4     | 0 sejre |           |
| 7.    | Grækenland    | 9     | 2      | 7     | 1 sejr  | 111,14 cm |
| 8.    | Kroatien      | 9     | 2      | 7     | 1 sejr  | 114,75 cm |
| 9.    | Liechtenstein | 9     | 2      | 7     | 1 sejr  | 123,08 cm |
| 10.   | Luxembourg    | 9     | 1      | 8     |         |           |

### Slutspil
Slutspillet havde deltagelse af de fire bedste hold fra grundspillet og afvikledes som et Page playoff. Holdene, der sluttede som nr. 1 og 2 i grundspillet, Frankrig og Bulgarien, spillede i finalen om førstepladsen og den ene plads ved B-EM. Taberen af finalen gik videre til sølvkampen, hvor holdet spillede mod vinderen af playoff 3/4 om andenpladsen og den sidste ledige plads ved B-EM.
| Finale        | Finale |  | 1 | 2 | 3 | 4 | 5 | 6 | 7 | 8 | 9 | 10 | EE |  | Total |
| ------------- | ------ |  | - | - | - | - | - | - | - | - | - | -- | -- |  | ----- |
| Frankrig (1)  |        |  | 0 | 4 | 0 | 1 | 1 | 0 | 1 | 0 | 1 | X  | -  |  | 8     |
| Bulgarien (2) |        |  | 0 | 0 | 0 | 0 | 0 | 2 | 0 | 2 | 0 | X  | -  |  | 4     |

| Playoff 3/4   | Playoff 3/4 |  | 1 | 2 | 3 | 4 | 5 | 6 | 7 | 8 | 9 | 10 | EE |  | Total |
| ------------- | ----------- |  | - | - | - | - | - | - | - | - | - | -- | -- |  | ----- |
| Rumænien (4)  |             |  | 0 | 0 | 0 | 1 | 0 | 1 | 0 | 1 | X | X  | -  |  | 3     |
| Slovenien (3) |             |  | 3 | 1 | 2 | 0 | 2 | 0 | 1 | 0 | X | X  | -  |  | 9     |

| Sølvkamp      | Sølvkamp |  | 1 | 2 | 3 | 4 | 5 | 6 | 7 | 8 | 9 | 10 | EE |  | Total |
| ------------- | -------- |  | - | - | - | - | - | - | - | - | - | -- | -- |  | ----- |
| Bulgarien (2) |          |  | 1 | 2 | 0 | 2 | 0 | 0 | 0 | 1 | 0 | 0  | 1  |  | 7     |
| Slovenien (3) |          |  | 0 | 0 | 1 | 0 | 3 | 0 | 0 | 0 | 1 | 1  | 0  |  | 6     |

### Samlet rangering
| Plac.                                | Hold          | 4                      | 3                    | 2                  | 1                  | Reserve                | Kommentar                            |
| ------------------------------------ | ------------- | ---------------------- | -------------------- | ------------------ | ------------------ | ---------------------- | ------------------------------------ |
| Guld                                 | Frankrig      | Quentin Morard         | Eddy Mercier         | Roger Gulka        | Leo Tuaz           |                        | Kvalificeret til B-EM i curling 2019 |
| Sølv                                 | Bulgarien     | Reto Seiler            | Bojidar Momerin      | Stoil Georgiev     | Stanimir Petrov    | Nikolaj Runtov         | Kvalificeret til B-EM i curling 2019 |
| Bronze                               | Slovenien     | Jure Čulić             | Tomas Tisler         | Gasper Uršič       | Jošt Lajovec       | Gregor Verbinc         |                                      |
| 4.                                   | Rumænien      | Valentin G. Anghelinei | Attila Gáll          | Bogdan Colceriu    | Razvan Bouleanu    | Allen Coliban          |                                      |
| 5.                                   | Irland        | James Russell          | Arran Cameron        | Steve Callan       | Eoin McCrossan     |                        |                                      |
| 6.                                   | Belgien       | Timothy Verreycken     | Tom Van Waterschoot  | Jeroen Spruyt      | Pieter Meijlaers   | Bram Van Looy          |                                      |
| 7.                                   | Grækenland    | Alexandros Arampatzis  | Dionysios Karakostas | Nikolaos Zacharias | Athanasios Pantios | Efstratios Kokkinellis |                                      |
| 8.                                   | Kroatien      | Hrvoje Tolić           | Ante Baus            | Miroslav Jurković  | Bruno Samardžić    | Vedran Horvat          |                                      |
| 9.                                   | Liechtenstein | Matt Lukas             | Urs Sprenger         | Jürgen Gstöhl      | Peter Prasch       | Harald Sprenger        |                                      |
| 10.                                  | Luxembourg    | Dan Kelly              | Alex Benoy           | Mike Isenor        | Barry Foulds       |                        |                                      |
| Skippere er markeret med fed skrift. |               |                        |                      |                    |                    |                        |                                      |

## Kvinder
I kvindernes turnering spillede otte hold om to pladser ved B-EM senere på året i Helsingborg, Sverige. Holdene spillede først et grundspil alle-mod-alle, hvorefter de fire bedste hold gik videre til slutspillet, der blev afviklet som et Page playoff.

### Grundspil
| Dato      | Tid   | Bane A                   | Bane A | Bane B                  | Bane B | Bane C                  | Bane C | Bane D                   | Bane D |
| --------- | ----- | ------------------------ | ------ | ----------------------- | ------ | ----------------------- | ------ | ------------------------ | ------ |
| 13. april | 8:00  | Irland - Hviderusland    | 17–110 | Slovakiet - Frankrig    | 9–3    | Rumænien - Kroatien     | 3–9    | Østrig - Slovenien       | 7–8    |
| 13. april | 16:00 | Kroatien - Østrig        | 6–7    | Rumænien - Slovenien    | 9–8    | Frankrig - Irland       | 8–9    | Slovakiet - Hviderusland | 5–8    |
| 14. april | 8:00  | Slovenien - Frankrig     | 12–51  | Østrig - Slovakiet      | 7–8    | Hviderusland - Rumænien | 8–0    | Irland - Kroatien        | 10–2   |
| 14. april | 16:00 | Rumænien - Irland        | 18–110 | Kroatien - Hviderusland | 8–1    | Slovakiet - Slovenien   | 2–8    | Frankrig - Østrig        | 7–6    |
| 15. april | 14:30 | Hviderusland - Slovenien | 7–2    | Irland - Østrig         | 19–110 | Kroatien - Frankrig     | 7–8    | Rumænien - Slovakiet     | 01–10  |
| 16. april | 8:00  | Slovakiet - Kroatien     | 9–7    | Frankrig - Rumænien     | 9–2    | Østrig - Hviderusland   | 13–10  | Slovenien - Irland       | 12–01  |
| 16. april | 16:00 | Østrig - Rumænien        | 9–3    | Slovenien - Kroatien    | 8–9    | Irland - Slovakiet      | 6–9    | Hviderusland - Frankrig  | 5–4    |

| Plac. | Hold         | Kampe | Vundne | Tabte | Indb.           | DSC       |
| ----- | ------------ | ----- | ------ | ----- | --------------- | --------- |
| 1.    | Hviderusland | 7     | 6      | 1     |                 |           |
| 2.    | Slovakiet    | 7     | 5      | 2     |                 |           |
| 3.    | Slovenien    | 7     | 4      | 3     |                 |           |
| 4.    | Østrig       | 7     | 3      | 4     | 2 sejre, 1 sejr | 71,66 cm  |
| 5.    | Irland       | 2     | 3      | 4     | 2 sejre, 1 sejr | 76,88 cm  |
| 6.    | Frankrig     | 7     | 3      | 4     | 2 sejre, 1 sejr | 119,10 cm |
| 7.    | Kroatien     | 7     | 3      | 4     | 0 sejre         |           |
| 8.    | Rumænien     | 7     | 1      | 6     |                 |           |

### Slutspil
Slutspillet havde deltagelse af de fire bedste hold fra grundspillet og afvikledes som et Page playoff. Holdene, der sluttede som nr. 1 og 2 i grundspillet, Hviderusland og Slovakiet, spillede i finalen om førstepladsen og den ene plads ved B-EM. Taberen af finalen, Slovakiet, gik videre til sølvkampen, hvor holdet spillede mod vinderen af playoff 3/4, Østrig, om andenpladsen og den sidste ledige plads ved B-EM.
| Finale           | Finale |  | 1 | 2 | 3 | 4 | 5 | 6 | 7 | 8 | 9 | 10 | EE |  | Total |
| ---------------- | ------ |  | - | - | - | - | - | - | - | - | - | -- | -- |  | ----- |
| Hviderusland (1) |        |  | 0 | 0 | 0 | 0 | 3 | 1 | 0 | 0 | 2 | 2  | -  |  | 8     |
| Slovakiet (2)    |        |  | 1 | 0 | 1 | 3 | 0 | 0 | 1 | 0 | 0 | 0  | -  |  | 6     |

| Playoff 3/4   | Playoff 3/4 |  | 1 | 2 | 3 | 4 | 5 | 6 | 7 | 8 | 9 | 10 | EE |  | Total |
| ------------- | ----------- |  | - | - | - | - | - | - | - | - | - | -- | -- |  | ----- |
| Østrig (4)    |             |  | 0 | 0 | 0 | 0 | 1 | 0 | 1 | 4 | 0 | 1  | -  |  | 7     |
| Slovenien (3) |             |  | 0 | 0 | 3 | 1 | 0 | 0 | 0 | 0 | 1 | 0  | -  |  | 5     |

| Sølvkamp      | Sølvkamp |  | 1 | 2 | 3 | 4 | 5 | 6 | 7 | 8 | 9 | 10 | EE |  | Total |
| ------------- | -------- |  | - | - | - | - | - | - | - | - | - | -- | -- |  | ----- |
| Østrig (4)    |          |  | 0 | 0 | 1 | 0 | 0 | 0 | 1 | 0 | 2 | X  | -  |  | 4     |
| Slovakiet (2) |          |  | 1 | 1 | 0 | 1 | 3 | 1 | 0 | 1 | 0 | X  | -  |  | 8     |

### Samlet rangering
| Plac.                                | Hold         | 4                  | 3                     | 2                    | 1                     | Reserve                | Kommentar                            |
| ------------------------------------ | ------------ | ------------------ | --------------------- | -------------------- | --------------------- | ---------------------- | ------------------------------------ |
| Guld                                 | Hviderusland | Alina Pavljuchik   | Suzanna Ivasjina      | Aryna Sviarzjinskaja | Marharita Dzjasjek    | Natalija Sviarzjiskaja | Kvalificeret til B-EM i curling 2019 |
| Sølv                                 | Slovakiet    | Gabriela Kajanová  | Silvia Sýkorová       | Linda Haferova       | Lucia Orokocká        |                        | Kvalificeret til B-EM i curling 2019 |
| Bronze                               | Østrig       | Constanze Ocker    | Hannah Augustin       | Marijke Reitsma      | Jill Witschen         | Johanna Höß            |                                      |
| 4.                                   | Slovenien    | Nadja Pipan        | Maruša Gorišek        | Lea Tehovnik         | Ajda Zavrtanik Drglin | Špela Bizjan           |                                      |
| 5.                                   | Irland       | Alison Fyfe        | Jen Ward              | Jacqueline Barr      | Katie Kerr            |                        |                                      |
| 6.                                   | Frankrig     | Stéphanie Barbarin | Laure Mutazzi         | Chana Beitone        | Nadia Beitone         | Maud Rossi             |                                      |
| 7.                                   | Kroatien     | Iva Penava         | Iva Roso              | Anita Čobanov        | Antonia Maričević     | Lucija Fabijanić       |                                      |
| 8.                                   | Rumænien     | Iulia Ioana Traila | Valentina Crina Boboc | Octavia Maria Traila | Ana-Maria Saracu      |                        |                                      |
| Skippere er markeret med fed skrift. |              |                    |                       |                      |                       |                        |                                      |